# Tetramorium quadridentatum
Tetramorium quadridentatum är en myrart som beskrevs av Hermann Stitz 1910. Tetramorium quadridentatum ingår i släktet Tetramorium och familjen myror. Inga underarter finns listade i Catalogue of Life.